# Олег Табаков
Олег Павлович Табаков (на руски: Олег Павлович Табаков) е руски актьор и режисьор.

## Биография
Роден е на 17 август 1935 г. в Саратов в лекарско семейство.
Народен артист на СССР, художествен руководител на Московския театър „А. П. Чехов“. Основател и художествен ръководител на театър „Табакерка“ (преименуван на Театър-студия под ръководството на О. Табаков) от 1977 г.
Умира на 12 март 2018 г. в Москва.

## Семеен живот
Табаков е бил женен 33 г. за актрисата Людмила Крилова, от която има дъщеря и син Антон Табаков. Той също е актьор и има дъщеря Аня.
Олег Табаков е женен от 1995 г. за актрисата Марина Зудина, от която има дъщеря и син.

## Избрана филмография
1. 1956 – Саша навлиза в живота – Саша Комелев
2. 1957 – Здрав възел
3. 1959 – Хора на моста – Виктор Булыгин
4. 1959 – В навечерието – Шубин
5. 1960 – Изпитателен срок – Саша Егоров
6. 1960 – Шумн ден – Олег Савин
7. 1961 – Чисто небе – Серёжка
8. 1962 – Младо-зелено – Николай Бабушкин
9. 1963 – Живи и мъртви – Крутиков
10. 1966 – Изстрел – Белкин
11. 1966 – Строи се мост – Сергей Зайцев
12. 1968 – Война и мир – Николай Ростов
13. 1969 – Крал-елен – Чиголоти
14. 1970 – Обикновена история – Александр Адуев
15. 1971 – Случай с Полынин – Виктор Балакирев
16. 1971 – Собственост на републиката – Макар Овчинников
17. 1973 – Седемнадесет мига от пролетта – Валтер Шеленберг
18. 1973 – Вила – Юрий
19. 1974 – Лев Гурич Синичкин – драматург Борзиков
20. 1976 – Марк Твен е против – Марк Твен
21. 1977 – Транссибирски експрес – Федотов
22. 1977 – Бирюк – Берсенев
23. 1978 – Хористка – Колпиков
24. 1978 – Д'Артанян и тримата мускетари – крал Людвик XIII
25. 1979 – Москва не вярва на сълзи – Володя
26. 1979 – Ах, водевил, водевил – Акакий Ушица
27. 1981 – Езоп – Ксанф
28. 1982 – Полети насън и наяве – Николай Павлович
29. 1997 – Три истории
30. 1999 – Кадрил – Саня Арефев
31. 2005 – Есенин – (сериал) генерал Симагин от КГБ
32. 2006 – Роднини
33. 2006 – Андерсен. Живот без любов – Симон Мейслинг
34. 2007 – Диверсант-2 (сериал)